# ساندرا لورا
ساندرا لورا (فرانسوی: Sandra Laoura‎؛ زادهٔ ۲۱ ژوئیهٔ ۱۹۸۰) اسکی‌باز نمایشی اهل فرانسه است که در بازی‌های المپیک زمستانی ۲۰۰۶ در تورین، ایتالیا شرکت کرد. لورا در مسابقات زنان مغول مدال برنز گرفت.
در ۵ ژانویه ۲۰۰۷، در طول یک جلسه تمرین برای جام جهانی در مونت گابریل (کبک، کانادا)، دو مهره قفسه سینه‌اش شکست و مجبور شد تن به عمل جراحی دهد. اما در اصر این حادثه، قدرت استفاده از پاهای خود را از دست داد. وی برای درمان توانبخشی به پرتغال و روسیه سفر کرد.